# Luck and Strange
Albums de David Gilmour
Rattle That Lock
(2015)
Singles
1. The Piper’s Call
Sortie : 30 avril 2024

Luck and Strange est le cinquième album solo studio du guitariste britannique David Gilmour.
Luck and Strange a été enregistré pendant cinq mois à Brighton et à Londres et est le premier album de Gilmour en neuf ans. Le disque a été produit par David et Charlie Andrew, surtout connu pour son travail avec Alt-J et Marika Hackman, avec des paroles principalement écrites par Polly Samson, co-autrice de Gilmour depuis trente ans. Luck and Strange est sorti le 6 septembre 2024 sur Sony Music.

## Titres
1. Black Cat (1:32)
2. Luck and Strange (6:56)
3. The Piper’s Call (5:15)
4. A Single Spark (6:04)
5. Vita Brevis (0:46)
6. Between Two Points (avec Romany Gilmour) (5:46)
7. Dark and Velvet Nights (4:44)
8. Sings (5:14)
9. Scattered (7:33)
10. Yes, I Have Ghosts (avec Romany Gilmour) (3:50)
11. Luck and Strange (original barn jam) (13:59)

## Accueil
La réaction critique face à Luck and Strange est généralement bonne, parfois excellente. Dans Le Figaro, Olivier Nuc présente Gilmour comme « un immense musicien en pleine possession de ses moyens » et ajoute que, sur Luck and Strange, il « tutoie les sommets sur un grand nombre de chansons ». Une autre réaction très favorable vient de Sylvain Cormier, du journal montréalais Le Devoir, qui déclare « album parfait, je vous dis ».
Dans une critique largement positive, Kory Grow, du magazine américain Rolling Stone, estime que Luck and Strange correspond à « ce à quoi doit s'attendre quiconque suit David Gilmour », soit « une suite de méditations sur la fragilité de l'humanité avec un soupçon d'optimisme »  et ajoute que « le disque révèle un artiste en paix avec son héritage ».
Thierry Coljon, du quotidien belge Le Soir, voit lui aussi dans Luck and Strange « un album très mélancolique », dans lequel on retrouve « les qualités indiscutables du mélodiste, du guitariste et du chanteur ».
Pour Hugo Cassavetti, de l'hebdomadaire culturel français Télérama,  les albums solo de David Gilmour ont toujours été « éminemment plaisants (...) mais jamais franchement marquants ».  Il considère Luck and Strange comme étant l'album de Gilmour « le plus abouti depuis son tout premier en 1978 ».  
Son point de vue se rapproche de celui de Franck Colombani, du quotidien français Le Monde qui déclare « s’il serait hâtif d’avancer que Luck and Strange est son meilleur album solo à ce jour – son premier, paru en 1978, a toujours notre préférence –, ce dernier-né présente de sérieux atouts par sa cohérence et sa qualité d’ensemble ».
Un peu plus tiède,  Félix Desjardins, du Journal de Montréal,  pense que « les amateurs de Pink Floyd et de David Gilmour trouveront leur compte dans Luck and Strange, mais ce projet est dépourvu d’artifices ou de prises de risque », ajoutant quand même que c'est un disque devant lequel « on ne reste pas indifférent ».

## Classements hebdomadaires
| Classement (2024)                  | Meilleure place |
| ---------------------------------- | --------------- |
| Allemagne (Media Control AG)       | 1               |
| Australie (ARIA)                   | 6               |
| Autriche (Ö3 Austria Top 40)       | 1               |
| Belgique (Flandre Ultratop)        | 1               |
| Belgique (Wallonie Ultratop)       | 2               |
| Canada (Canadian Albums Chart)     | 14              |
| Danemark (Tracklisten)             | 5               |
| Écosse (OCC)                       | 1               |
| Espagne (Promusicae)               | 4               |
| États-Unis (Billboard 200)         | 10              |
| Finlande (Suomen virallinen lista) | 8               |
| France (SNEP)                      | 2               |
| Irlande (Irish Albums Chart)       | 9               |
| Italie (FIMI)                      | 2               |
| Japon (Oricon)                     | 23              |
| Norvège (VG-lista)                 | 5               |
| Nouvelle-Zélande (RIANZ)           | 10              |
| Pays-Bas (Mega Album Top 100)      | 1               |
| Portugal (AFP)                     | 1               |
| Royaume-Uni (UK Albums Chart)      | 1               |
| Royaume-Uni (Rock & Metal Albums)  | 1               |
| Suède (Sverigetopplistan)          | 8               |
| Suisse (Schweizer Hitparade)       | 1               |